# 圣若瑟堂 (米兰)
圣若瑟堂（Chiesa di San Giuseppe）是意大利米兰的一座罗马天主教教堂，兴建于1607年至1630年，为该市第一座完全为巴洛克风格的建筑。其建筑师为弗朗西斯科·马利亚·里奇尼（Francesco Maria Richini）。